# Паноплия

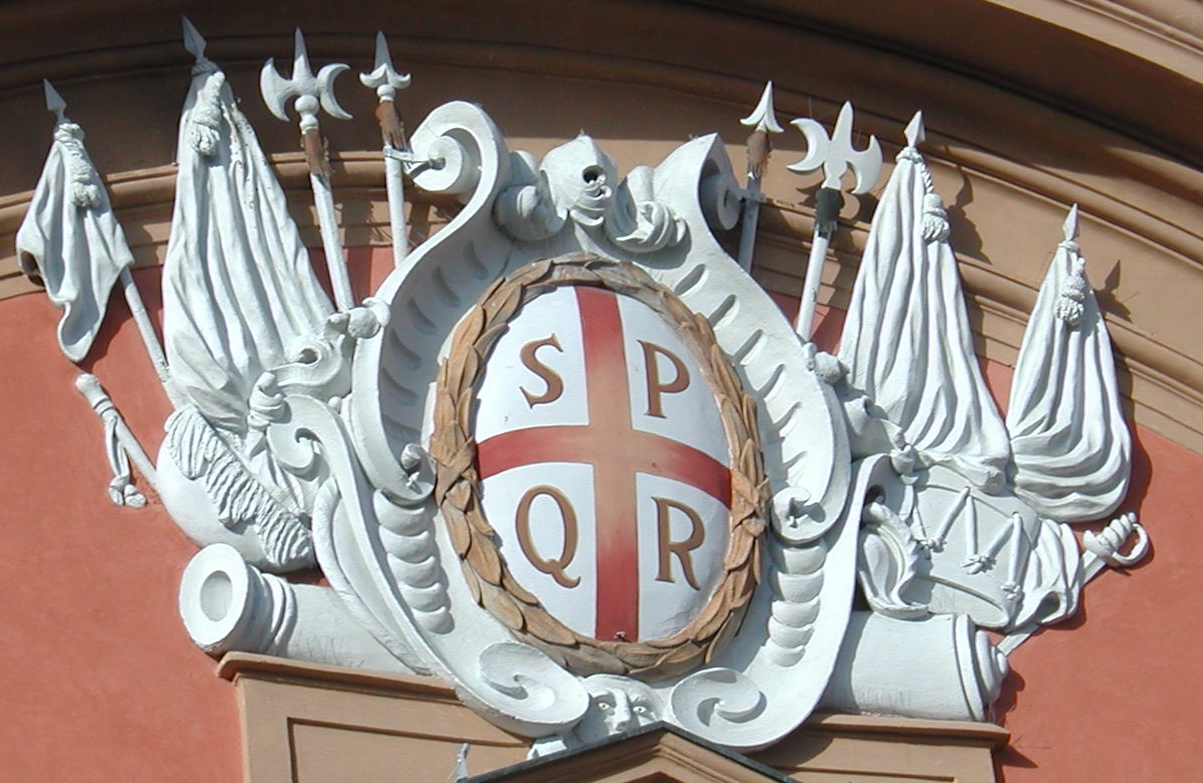
Герб Реджо-нель-Эмилия

Герб Боливии

Паноплия (др.-греч. πανοπλία) — в искусстве ренессанса и барокко декоративная композиция из элементов античных военных доспехов, щитов, оружия и знамён.
Первоначально этим словом называлось вооружение греческих гоплитов. Полное вооружение греческого гоплита, называемое паноплией, состояло из поножей, лат, с внутренним и наружным поясом, меча, висевшего на левом боку, круглого щита, шлема и копья.
В античном Риме после победы трофейное оружие укладывалось под повешенными на кресте доспехами вождя побеждённой армии.
В средние века так именовалось полное рыцарское вооружение.
В архитектуре Ренессанса и барокко вытесанные из камня паноплии применялись в качестве элементов декора фасадов и интерьеров.
Паноплии часто использовались в гербах и военных орденах.

## См. также

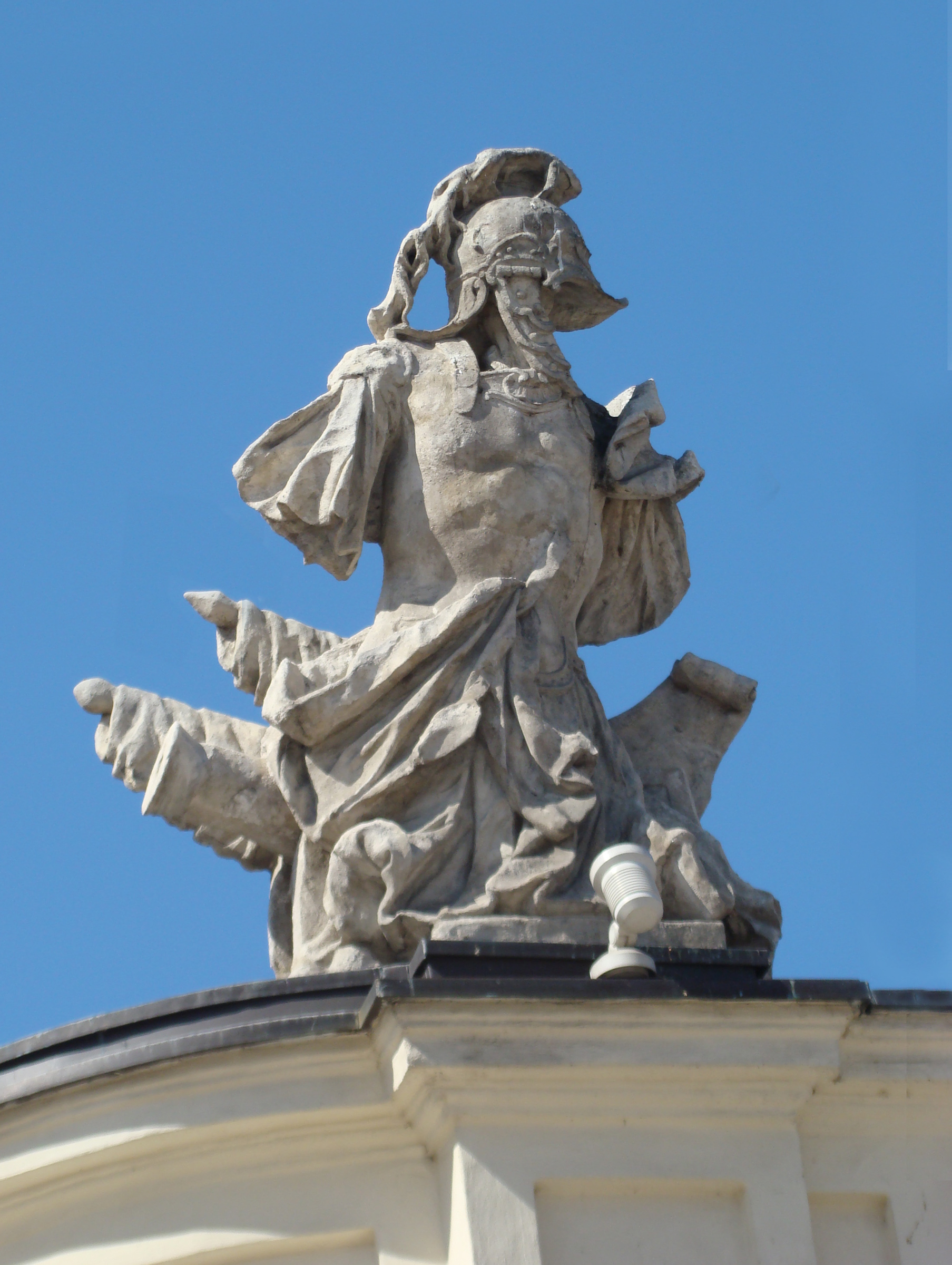
Паноплия на варшавском дворце Потоцких (XVII век)